# Abdulaziz Hussain
Abdulaziz Husain Haikal Mubarak Al-Balooshi (Abu Dhabi, 10 de setembro de 1990) é um futebolista profissional emiratense que atua como defensor.

## Carreira
Abdulaziz Hussainr fez parte do elenco da Seleção Emiratense de Futebol da Olimpíadas de 2012.